# Dalików (gemeente)
De gemeente Dalików is een landgemeente in het Poolse woiwodschap Łódź, in powiat Poddębicki.
De zetel van de gemeente is in Dalików.
Op 30 juni 2004 telde de gemeente 3708 inwoners.

## Oppervlakte gegevens
In 2002 bedroeg de totale oppervlakte van gemeente Dalików 112,7 km², waarvan:
- agrarisch gebied: 80%
- bossen: 13%

De gemeente beslaat 12,79% van de totale oppervlakte van de powiat.

## Demografie
Stand op 30 juni 2004:
| Omschrijving                   | Totaal | Totaal | Vrouwen | Vrouwen | Mannen | Mannen |
| ------------------------------ | ------ | ------ | ------- | ------- | ------ | ------ |
| eenheid                        | aantal | %      | aantal  | %       | aantal | %      |
| inwoners                       | 3708   | 100    | 1804    | 48,7    | 1904   | 51,3   |
| bevolkingsdichtheid (inw./km²) | 32,9   | 32,9   | 16      | 16      | 16,9   | 16,9   |

In 2002 bedroeg het gemiddelde inkomen per inwoner 1210,56 zł.

## Plaatsen
Bardzynin, Brudnów, Budzynek, Dalików, Dąbrówka Nadolna, Domaniew, Domaniewek, Gajówka, Idzikowice, Krasnołany, Krzemieniew, Kuciny, Oleśnica, Psary, Sarnów, Stare Madaje, Wilczyca, Zdrzychów, Złotniki.

## Aangrenzende gemeenten
Aleksandrów Łódzki, Lutomiersk, Parzęczew, Poddębice, Wartkowice